# 伊永仁 (警察)
伊永仁（1949年12月1日—），中央警察大學正科三十六期畢業畢業，警政研究所碩士。
曾出任台東縣警察局、雲林縣警察局、高雄縣警察局局長、警政署督察室主任、航空警察局警監二階局長、警政署副署長、新北市政府警監一階警察局局長。其子是藝人狄志杰（本名伊適傑）。
2014年1月提前退休。

## 外部連結
- 伊永仁備詢 綠營猛打「連勝文案」－民視新聞 （页面存档备份，存于）民視新聞網 Formosa TV News network.2011-01-17